# Didima
Didima (starogrško Δίδυμα) je bilo starogrško svetišče na obali Jonije, danes v Turčiji. Imelo je tempelj in Apolonovo preročišče Didimajon. V grščini didima pomeni "dvojček", vendar so Grki, ki so iskali "dvojčka" v Didimi, prezrli karijski  izvor imena. Ob Delfih je bila Didima najbolj znano preročišče v helenskem svetu, prvič omenjeno med Grki v homerski hvalnici Apolonu. Ustanovljeno je bilo pred zapisom in celo pred helensko kolonizacijo Jonije. Mitični rodovnik o izvoru duhovnikov Branhidi kaže izvor Didime kot helenske tradicije, datirane v helenistično obdobje.

## Geografija
Ruševine Didime so na severozahodu sodobnega mesta Didim v provinci Ajdin v Turčiji.
Didima je bilo največje in najpomembnejše svetišče na ozemlju velikega klasičnega mesta Mileta. Približno 17 km dolga sveta pot je vodila do Didime. Vzdolž poti so bile obredne postaje in kipi članov družine Branhidi, moški in ženske, pa tudi kipi živali. Nekateri datirajo v 6. stoletje pred našim štetjem in so zdaj v Britanskem muzeju, kamor jih je odnesel britanski arheolog Charles Newton v 19. stoletju. 

## Ime
Grški in rimski avtorji so se sklicevali na ime Didima, ki naj bi pomenila dvojčka templja, a tu ga ni, ali tempelj dvojčkov Apolona in Artemide, katerih kultni center v Didimi je bil šele ustanovljen. Prav tako, kot je predlagal Wilamowitz [6], je lahko bila povezava s Kibelo Dindimen ("Kibela gore Dindimon"). Izkopavanja nemških arheologov so odkrila pomembno svetišče, posvečeno Artemidi, z obredom, osredotočenim na vodo.
V 6. stoletju je bil Dindimajonu, ki je bil posvečen Apolonu, dograjen manjši tempelj, njegov predhodnik, kot so odkrili arheologi. Njegova zakladnica je bila obogatena z darili Krojza.
Apolona so častili v bližnjem Miletu pod imenom Delfinij (isto ime je bilo uporabljeno tudi v Delfih). V Didimi je bil čaščen kot Didimeus (Διδυμευς – dvojček). Njegova druga imena na tem območju so bila Filezij in Karin (Καρινος).

## Branhidi
Do uničenja svetišča, ki so ga povzročili Perzijci leta 494 pred našim štetjem, je zanj skrbela družina Branhidi, ki je trdila, da so potomci  Branha, mladeniča, ki ga je ljubil Apolon.  Svečenica, ki je sedela nad svetim izvirom, je prerokovala, Branhidi pa so razlagali njene prerokbe. Herodot  in Pavzanias  sta datirala izvor preročišča v Didimi pred jonsko kolonizacijo. Branhide je izgnal Darej I., ko so zažgali tempelj leta 493 pred našim štetjem in odnesli v Ektabano arhaični bronast kip Apolona, ki naj bi ga izdelal Kanakhos iz Sikiona.  V 6. stoletju je izvir usahnil in arhaično preročišče je utihnilo. Čeprav so bila svetišča v Delfih in Efezu hitro obnovljena, je svetišče v Didimi ostalo porušeno do leta 334 pred našim štetjem. Kalisten, Aleksandrov dvorni zgodovinar, je poročal, da je izvir spet začel teči, ko je šel Aleksander mimo, vendar pa ni bilo osebja in tradicije preročišča. Napisi, vključno poizvedbe in odgovori ter literarno pričevanje o vlogi Didime kot preročišča s »slabim koncem«  kot Apolonovih domnevnih kazni Dioklecijanovega preganjanja kristjanov do zaprtja templjev pod Teodozijem I.
Po zavzetju Mileta leta 334 pred našim štetjem je Aleksander Veliki obnovil preročišče, a postavil svojo upravo mesta, pristojen je bil duhovnik, ki je bil izvoljen vsako leto. Okoli 300 pred našim štetjem  je Selevk I. Nikator prinesel bronast kultni kip nazaj in začeli so graditi nov tempelj, ki bi bil, če bi bil končan, največji v helenskem svetu. Vitruvij je zapisal, da sta bila arhitekta Pajonij iz Efeza, ki ga je imel Vitruvij za obnovitelja Artemidinega templja, in Dafnis iz Mileta. Peripteralni tempelj je bil obdan z dvojnimi jonskimi stebri. Skozi pronaos iz treh vrst po štiri stebre se je obiskovalec premikal med urejeno vrsto stebrov. Običajna vrata, ki vodijo do cele, so bila nadomeščena s prazno steno z veliko zgornjo odprtino, skozi katero je pogled  segel v zgornji del naiska v notranjem dvorišču (aditon). Vstopna pot je bila določena z dvema dolgima zoženima poševnima prehodoma, zgrajenima iz debeline sten, ki sta vodila do notranjega dvorišča, še vedno odprtega v nebo, vendar izoliranega od sveta zaradi visokih sten cele: tam je bil starodavni izvir, naisk z majhnim templjem, ki je v svoji celi hranil bronasto kultno podobo boga, in nasad lovorja, posvečen Apolonu. Notranje stene cele so bile poudarjene s pilastri, ki so stali na podstavku višine človeka (1,94 m). Če se je obiskovalec obrnil, je videl monumentalno stopnišče, ki je vodilo do treh odprtin v prostoru, katerega streha je bila podprta z dvema stebroma na osrednji prečni osi. Preroški postopek, ki je tako dobro dokumentiran v Delfih, ni znan za Didimo in ga je treba rekonstruirati na podlagi gradnje templja, vendar se zdi, da je bilo precej značilnosti Delfov: svečenica in odgovori so bili povedani v klasičnih heksametrih. V Delfih ni bilo nič napisano; v Didimi so bile napisane poizvedbe in odgovori; majhna struktura hresmografiona je vidna, saj je bil skrbno razstavljen v krščanskem obdobju.
Letni festival je potekal pod okriljem Mileta. To je bil vsehelenski festival v začetku 2. stoletja pred našim štetjem.
Pavzanij je obiskal Didimo v 2. stoletju našega štetja.  Plinij Starejši poroča  o čaščenju Apolona Didime, Apolona dvojčka, v srednji Aziji, ki se je prenašal do Sogdije v času Selevkidov in Antioha, katerega opis oltarja je bil viden iz dopisovanja s Plinijem. Potrjene napise na amforah je našel I. R. Pichikyan v Dilberginu.
Klemen Aleksandrijski navaja Leandrove besede, da je bil Kleoh, ded istoimenskega ustanovitelja Mileta, pokopan v tempeljski ogradi Didime. 

## Sodobne raziskave
Ko je Ciriaco de 'Pizzicolli (Ciriaco Ankonski) obiskal mesto leta 1446, je tempelj še vedno bil, čeprav so ga Bizantinci spremenili v trdnjavo: a ko je leta 1673 prispel naslednji evropski obiskovalec Anglež dr. Pickering, je bil tempelj porušen. Društvo Dilettanti je leta 1764 poslalo dve odpravi raziskat ruševine, prvo pod vodstvom Richarda Chandlerja, drugo pa leta 1812 pod vodstvom Williama Gella. Francoska "Rothschild Expedition" je leta 1873 poslala nekaj arhitekturnega kiparstva v Louvre. Izkopavanja pa niso bila sistematična, dokler nista Emmanuel Pontremoli in B. Haussoullier leta 1895 poslala Francoske šole iz Rima in Aten. Očistili so zahodno fasado in prodrom, odkrili napise, ki dajejo informacije o drugih delih, ki so bili še vedno zakopani.
Nemška izkopavanja med letoma 1905 in 1930 so pokazala vso nepopolnost novega templja in nekatere fragmente reliefov, ki so pripadali prejšnjemu templju, in povezanih kipov. Leta 1979 se je nemški arheološki inštitut dokopal do velikega odkritja. Na levi steni aditona so odkrili majhne zelo tanke opraskane črte. Podrobnejši pregled je pokazal prvi starodavni načrt templja. Začeli so šele, ko sta bila vstop na površini 200 kvadratnih metrov in načrt približno ocenjena. Odkritje in razlaga Lotharja Haselbergerja sta dala pomembne podatke o načrtovanju in gradnji Apolonovega templja. Poleg natančne uporabe geometrije v izpraskanem profilu ornamenta je arhitekt naredil nekaj prilagoditev.  Danes je znano, da so trije različni izvajalci delali do konca. Morali so dobiti material, postaviti kamne in opraviti prvo obdelavo. Ostal je še majhen del na vsakem postavljenem bloku, majhen pečat s posebnim znakom izvajalca, ki je pokazal, da ta posebni blok še ni bil plačan. Iz napisov so razbrali, da bi za en steber potrebovali 20.000 delovnih dni enega zidarja za dokončanje. Dnevni dohodek kamnoseka je bil 2 drahmi, kar je približno 8,6 grama srebra. Izračunati se da gole stroške za izdelavo enega stebra, kar je bilo 20.000 (delovnih dni) × 8,6 (grama srebra), to je 172 kilogramov srebra.

## Zgradbe

### Apolonov tempelj
Helenistični tempelj je imel dva predhodnika. Prva sakralna zgradba, posvečena Apolonu, je bila postavljena okoli leta 700 pr. n. št. Verjetno je bil hekatompedos, kar pomeni 100 čevljev dolg. Širina tega prvega sekosa je merila 10 metrov. Sekos je v grščini 'dvorišče'; lahko torej sklepamo, da pozni geometrični tempelj in njegovi nasledniki niso bili nikoli pokriti. Najstarejši Apolonov tempelj je obkrožal sveti izvir in sveto lovorjevo drevo. Ta izvir in drevo sta bila več kot 1000 let središče svetišča.
Od sredine 6. stoletja pred našim štetjem so Miletčani zgradili nov tempelj in postavili nov oltar za Apolona. Žal, od tega templja so ostali le temelji sekosovega zidu. Čeprav je bilo najdenih veliko poznoarhaičnih fragmentov stebrov, je bil verjetno dipter, kar pomeni, da je bil sekos obdan z dvema vrstama stebrov. Ti jonski stebri so bili delno okrašeni z reliefi kot stebri Artemidinega templja v Efezu. V zahodni polovici sekosa so bili najdeni ostanki manjšega templja, tako imenovanega Naiskosa, v katerem je bil kultni Apolonov kip. Sveti izvir je bil na prvotnem mestu že v 6. stol. pr. n. št. in je svoj položaj preusmeril na vzhodno polovico sekosa. Pred tem poznoarhaičnim templjem je bila postavljena okrogla stavba, ki je obkrožala Apolonov oltar, ki je bil po Pavzaniju narejen iz krvi in pepela žrtvovanih živali. Ta okrogla stavba s stožčastim oltarjem v notranjosti je bila uporabljena do konca antike, medtem ko je vzhodno in južno od templja stala stoa za shranjevanje nekaterih znanih Apolonovih donacij. Posledice za tempelj potem, ko so Jonci izgubili pomorsko bitko pri otokih Lade leta 494 pr. n. št., so bile, da so Perzijci močno poškodovali večino stavb Didime. Načrtovanje novega helenističnega templja se je začelo po letu 334 pr. n. št. Miletčani so se odločili zgraditi enega največjih templjev, kar jih je bilo kdaj. Ta cilj v resnici ni bil dosežen, vendar so zgradili tempelj z edinstvenim tlorisom. Apolonov tempelj je bil jasno načrtovan v skladu z obrednimi zahtevami. Čeprav je v tem trenutku natančna uporaba in funkcija lahko le domneva. Tempelj je zagotovo dosegel ambicijo, da postane eden največjih starodavnih templjev, ki so bili kdaj koli zgrajeni, njegova krepidom s 7 stopnicami meri skoraj 60 krat 120 metrov, stilobat pa 51 krat 109 metrov. Sama stavba templja je bila obdana z dvojnim nizom jonskih stebrov, od katerih je vsak visok 19,70 metrov. Ta je bil sestavljen iz 10 stebrov ob krajših stranicah in 21 stebrov, ki so zapolnjevali daljše stranice, čeprav vsi niso bili postavljeni niti do konca antike. Nad stebri so sledili arhitrav s frizom. Friz je še posebej znan, saj so bile v njem osupljivo monumentalne glave Meduze.
Vhod je bil na vzhodni strani. S pronaosom treh vrst po štirih stebrov je bližajoči se obiskovalec šel skozi urejen gozdiček, ki so ga tvorili stebri. Vrata, ki so običajno vodila v celo, je nadomestila prazna stena z veliko zgornjo odprtino, skozi katero je bilo mogoče videti zgornji del naiskosa v notranjem dvorišču (v napisih je notranje dvorišče označeno kot sekos ali aditon). Neprehodni prag teh vrat stoji 1,5 metra nad tlemi pronaosa, celotna vrata pa segajo v višino 14 metrov. Vstopna pot je potekala po enem od dveh dolgih zoženih poševnih predorov, zgrajenih v debelini zidov in omogočala dostop do notranjega dvorišča, ki je še vedno odprto proti nebu, a izolirano od sveta s 25 metrov visokimi stenami sekosa. Tu so bili izvir preroka, lovor in naiskos s kultnim kipom. Temelji naiskosa so široki 8,24 metra in dolgi 14,23 metra. Ta jonski prostil je bil zgrajen okoli leta 300 pr. n. št. Znan je zaradi vrhunske visoke kakovosti okrasja. Naiskos s kultnim kipom Apolona je upodobljen na cesarskih kovancih iz Mileta. Sveti preroški izvir ni bil v naiskosu, temveč v vzhodni polovici sekosa. Najdeno je bilo pod zgodnje bizantinsko cerkvijo. Notranje stene sekosa so bile členjene s pilastri. Njihovi kapiteli so okrašeni z grifoni in rožami. Med njimi je dolgi friz z grifoni okrasil celoten sekos.
Med izhodoma rova v sekosu vodi monumentalno stopnišče do treh odprtin v prostor, katerega streho sta na osrednji prečni osi podpirala dva stebra. Med temi tremi vrati sta bila postavljena dva korintska polstebra, katerih spektakularna kapitela sta prvotno preživela, a sta bila med prvo svetovno vojno na žalost uničena. Prostor z dvema osrednjima stebroma se je odpiral proti vzhodu do velikega neprehodnega portala. Severno in južno od te dvorane sta bili dve stopnišči. V napisih so jih imenovali labyrinthoi, verjetno zaradi njihove stropne dekoracije, ki kaže vzorec meandra. Ti labyrinthoi vodijo do strehe templja in njihova funkcija še ni jasna.
Orakeljski postopek, tako dobro dokumentiran v Delfih, je v Didimi skoraj neznan in ga je treba rekonstruirati na podlagi konstrukcije templja. Svečenica je sedela nad orakeljskim izvirom in jo je navdihoval Apolon. Prerok je napovedal orakelj verjetno iz sobe z visokim in neprehodnim pragom. Odgovori so bili podani, tako kot v Delfih, v klasičnih heksametrih. Toda v Delfih ni bilo nič napisanega; pri Didimi so bile napisane poizvedbe in odgovori ter najdenih nekaj napisov z njimi. V Didimi je majhna stavba, Chresmographion predstavljena v tem procesu; bil se je zunaj templja, ker je bil po napisih uporabljen za shranjevanje arhitekturnih elementov tamkajšnjega templja.
Čeprav so gradbena dela trajala več kot 600 let, Apolonov tempelj ni bil nikoli dokončan. Toda glavni del samega templja je bil dokončan okoli leta 100 pr. n. št. V naslednjih stoletjih so v Miletu nadaljevali s postavljanjem stebrov kolonade. Stebri vzhodne fasade so bili zgrajeni v času vladavine cesarja Hadrijana. Dokončana je bila tudi zahodna fasada in nekaj stebrov na bokih. Tudi streha ni bila nikoli v celoti dokončana; templju so manjkali pedimenti. Obstajali so tudi drugi deli tega ogromnega templja, ki so ostali nedokončani. Zato je ta stavba popolnoma edinstvena v grški arhitekturi. Je kot priročnik na to temo, ki vas obvešča o vseh različnih stopnjah gradnje templja. Ko nekaj ni dokončano, postane lažje videti proces gradnje. Ta »knjiga« se začne v kamnolomih v Miletu v nekdanjem Latmijskem zalivu (danes Bafa Gölü) in vodi od tamkajšnjih pristanišč do pristanišča Didima (nekdanji Panormos, danes Mavisehir). Od tam po cesti do svetišča in nato v svetišče. Na vseh teh mestih so vidni nedokončani arhitekturni členi templja. Tudi notranje stene sekosa so ostale nepolirane. Zato je Lothar Haselberger tam lahko odkril helenistične konstrukcijske risbe. To odkritje in interpretacija sta pripeljala do nekaterih pomembnih informacij o načrtovanju in gradbeni fazi Apolonovega templja. Zlasti zelo znan je osnutek stebra Apolonovega templja na severni steni. Na zahodni steni znotraj sekosa so vpisana slikovna navodila, zatrep majhnega templja je vrisan. Težava je ostala nerešena, ker je narisani pediment več kot 2 metra širši od dejanskega naiskosa Apolona.
Ta zapletena enigma je bila sčasoma razvozlana leta 2012. Jasno je bilo, da bo risba na zahodni steni sekosa ustrezala tudi ponovno odkritim fragmentom arhitekturnih elementov iz Artemidinega templja. Tako je bil helenistični Artemidin tempelj zasnovan po Apolonovem naiskosu kot modelu, narisanem na steni za naiskosom v 2. stoletju pr. Edina obstoječa težava je bila najti temelj s širino risbe (10,71 metra).

### Artemidin tempelj
Temelje Artemidinega templja so odkrili leta 2013 neposredno za mošejo in nekdanjo grško pravoslavno cerkvijo svetega Haralamba 100 m severno od Apolonovega templja. V nasprotju z Apolonovim templjem so temelji Artemidinega templja usmerjeni natanko vzhod-zahod, kot je običajno za večino grških templjev. Ostanki temeljev kažejo, da je tempelj meril 31,60 metrov v dolžino in 11,50 metrov v širino. Ohranjeni apnenčasti bloki dokazujejo, da je imel Artemidin tempelj tri sobe. Deli njegove nadgradnje niso bili odkriti na kraju samem. Po izkopavanjih so temelje po vsaki akciji ponovno pokopali, tako da danes od njih ni nič vidnega. Ni povsem jasno, ali je bil Artemidin tempelj usmerjen proti vzhodu ali zahodu, ker njegovega oltarja še niso našli. Med izkopavanji na vzhodni strani niso odkrili ostankov oltarja, prostor pred zahodno stranjo pa še ni bil izkopan. Zato je bolj verjetno, da je bil tempelj usmerjen proti zahodu, ker je bil oltar na splošno pred grškimi templji. To domnevo krepi dejstvo, da sta bila tudi dva najbolj znana Artemidina templja v Mali Aziji, v Efezu in v Magneziji ad Maeandrum, obrnjena proti zahodu.
Med izkopavanji leta 1994 so južno od mošeje izkopali jonski arhitrav in bloke friza neznane stavbe. Ti bloki belega marmorja imajo skoraj enak vzorec in velikost kot arhitrav in friz iz helenističnega Apolonovega naiskosa. Zato se je zdelo verjetno, da pripadata izmuzljivemu in mamljivemu Artemidinemu templju zaradi pobratenih slogovnih komponent. Toda to zamisel ni bilo mogoče dokazati do leta 2012. Arhitrav in frizni bloki iz Artemidinega templja so globlji in širši od tistih iz Apolonovega. K njim sodi venčni blok (sestavljen iz gejzona in sima), najden že leta 1909, a prvič raziskan leta 2012. To je bil ključni kamen za rešitev uganke.
Za arhitrav, friz in venec izhajajo iz širšega templja kot naiskosa. Poleg tega se popolnoma ujemajo s konstrukcijsko risbo v sekosu. Končno se ta konstrukcijska risba ujema s proporci temeljev novega templja. To pomeni, da je imel jonski Artemidin tempelj štiri sprednje stebre, njegova dolžina pa je bila natanko trikrat daljša od njegove širine. Druga razlika med Apolonovim naiskosom in templjem njegove sestre Artemide se nanaša na čas njihove gradnje. Okrasje naiskosa je slogovno mogoče datirati okoli leta 300 pr. n. št., ornamenti Artemidinega templja pa sodijo v 2. stoletje pr. n. št. Zato je datum novega templja znan, a čeprav se zdi verjetno, da je bil posvečen Artemidi, ostajajo špekulacije, zlasti ker na arhitekturnih delih ni bilo najdenega nobenega napisa?
Starejši napisi iz 6. stoletja pred našim štetjem kažejo, da so poleg Apolona v Didimi častili tako Artemido kot Hekato. Drug napis iz 3. stoletja pred našim štetjem omenja kultni kip Artemide. Kasnejši napisi poročajo o rekonstrukcijskih delih Artemidinega templja. Zato ni nobenega dvoma, da je imela Artemida svoj tempelj v Didimi. Bila je glavno božanstvo poleg Apolona in za nobeno drugo božanstvo, ki so ga častili v Didimi, ni dokumentiranega templja. Poleg tega je Artemida Apolonova sestra dvojčica. Vse to vodi do sklepa, da mora biti ta tempelj, zasnovan po Apolonovem naiskosu, Artemidin in je prvotno stal na rtu severno od Apolonovega templja.
Konec koncev so ti rezultati v nasprotju s stališčem Klausa Tuchelta, da se je Artemidino svetišče nahajalo zahodno od svete poti, kot je pred nekaj leti predlagala že Helga Bumke.

### Sveta pot z rimskimi termami
Sveto pot znotraj Apolonovega svetišča je izkopal Klaus Tuchelt. Ob široki in ometani cesti je našel ostanke različnih stavb iz arhaičnega obdobja. Zahodno od ceste pride skala na površje. Tam je bilo nekaj vodnjakov, bazenov in manjših vodnih kanalov. Njihova uporaba še ni povsem jasna, lahko pa so imele kultno funkcijo. Ob cesti je v rimskem obdobju stala stoa. Omejevala je tudi prehod do rimskih term. Tako stoa skupaj z vodnimi objekti povečujejo verjetnost, da je kompleks, tako imenovani Felsbarre, služil profanim razlogom. Ena od možnosti bi bila funkcija, podobna rimskemu macellumu (živilski trg), kot je predlagala Helga Bumke.
Rimske terme na koncu uličice so bile postavljene v 2. stoletju našega štetja. Rudolf Naumann jih je raziskal in v vhodni avli, apoditeriju, našel impresivne mozaike. Sledili so mu frigidarij, tepidarij in kaldarij. Kopeli so uporabljali do 6./7. stoletja našega štetja, tako kot druge zgradbe ob sveti poti.

### Stadion
Vzporedno z južnim stebriščem Apolonovega templja je bil stadion, ki izvira iz helenističnega obdobja, čeprav so atletske agone tam verjetno prirejali že prej. Stopnice tempeljske krepidoma so služile kot sedeži za gledalce na severni strani stadiona. Na teh sedmih stopnicah je vgraviranih veliko »toposov«.
To pomeni, da so gledalci svoje sedeže označili z vgraviranimi imeni. Ker so ti napisi tudi na južnem delu zahodne kolonade, se zdi verjetno, da je bil stadion daljši od južne strani Apolonovega templja. Povprečna dolžina stadiona je bila običajno približno 190 metrov (en stadij). Sedeži na južni strani stadiona so bili sestavljeni iz nadstropij apnenčastih blokov s sedmimi ali osmimi stopnicami. Ostanki naprave za začetek tekmovanj so ohranjeni blizu jugovzhodnega vogala Apolonovega templja.
Presenetljivo je, da so bili bloki južnega nivoja stadiona ponovno uporabljeni za caveo gledališča v drugi polovici 1. stoletja našega štetja. Lahko le domnevamo, da so glasbeni agoni postali pomembnejši in vplivnejši od atletskih.

### Gledališče
Ostanki gledališča so prišli na dan v letih 2010 in 2011. Stene, stopnice in stopnice cavee so bile popolnoma nepričakovana najdba. Da je gledališče nastalo v drugi polovici 1. stoletja našega štetja, pričajo najdba kovanca iz časa rimskega cesarja Nerona in veliko črepinj iz istega časa. Takrat je imela cavea premer 52 metrov in je lahko sprejela 3000 gledalcev. Kasneje v prvi polovici 2. stoletja našega štetja so jo povečali na premer 61 metrov in 4000 gledalcev bi našlo sedež.
V tem času ni bilo mogoče izkopati temeljev odrske stavbe, so pa arhitekturni členi stavbe, značilne za scensko stavbo, znani že iz začetka 20. stoletja. Po izkopavanju cavee gledališča je Helga Bumke domnevala, da je bila entablatura tako imenovane stavbe Tabernakel del scenske zgradbe. Vpisana posvetila na arhitravih razkrivajo, da je bila stavba odra posvečena bogovom Apolonu, Artemidi, Leto, Zevs, cesar Hadrijan in prebivalci Mileta. Toda ni znano, kdo je posvetil to stavbo. Ker je cesar Hadrijan obiskal Milet in Didimo leta 129 našega štetja, je bila stavba scene verjetno že dokončana. Zmagovalci glasbenih tekmovanj, organizirani za čaščenje Apolona, so bili počaščeni na več napisih iz rimskega obdobja. Ta tekmovanja so potekala v novo odkritem gledališču, vendar se lahko domneva, da je obstajal helenistični predhodnik. Napis z začetka 3. stoletja pr. n. št. poroča, da je Antioh I. prejel častni sedež med zborovskimi tekmovanji v Didymi.